# غابرييل روز
غابرييل روز هي ممثلة كندية، ولدت في 1954 في كندا.

## أعمال

### أفلام
- (1994) تايمكوب[5]
- (2007)  قصة حصار الزنزانة[6]
- (2009) جسم جينيفر[7]
- (2014) إذا بقيت[8][9]
- (2016) العملاق الودود الضخم[10][11]

### مسلسلات
- الرجل في القلعة العالية
- الملفات الغامضة
- كان ياما كان

## وصلات خارجية
- غابرييل روز على موقع IMDb (الإنجليزية)
- غابرييل روز على موقع قاعدة بيانات الأفلام العربية
- غابرييل روز على موقع ألو سيني (الفرنسية)
- غابرييل روز على موقع أول موفي (الإنجليزية)
- غابرييل روز على موقع قاعدة بيانات الأفلام السويدية (السويدية)
- غابرييل روز على موقع قاعدة بيانات الفيلم (الإنجليزية)
- غابرييل روز على موقع كينوبويسك (الروسية)